# Tracy-Bocage
Tracy-Bocage település Franciaországban, Calvados megyében. Lakosainak száma 305 fő (2022. január 1.). Tracy-Bocage Amayé-sur-Seulles, Cahagnes, Maisoncelles-Pelvey, Saint-Louet-sur-Seulles, Villers-Bocage, Villy-Bocage és Seulline községekkel határos.

## Népesség
A település népessége az elmúlt években az alábbi módon változott:
| Lakosok száma | 206  | 244  | 258  | 337  | 311  | 308  | 303  | 297  | 298  | 305  |
|               | 1968 | 1982 | 1990 | 2006 | 2013 | 2015 | 2017 | 2019 | 2020 | 2022 |